# A Face in the Crowd (Tom Petty)
A Face in the Crowd is een nummer van de Amerikaanse rockzanger Tom Petty uit februari 1990. Het is de vierde single van zijn eerste soloalbum Full Moon Fever uit 1989.

## Achtergrond
In Petty's thuisland de Verenigde Staten wist de single een bescheiden 46e positie in de Billboard Hot 100 te behalen. In het Verenigd Koninkrijk werd de 93e positie in de UK Singles Chart bereikt. Verder werd "A Face in the Crowd" enkel in Canada en Nederland een hit. 
In Nederland werd de plaat veel gedraaid op de landelijke radiozenders en werd een radiohit in de destijds twee hitlijsten. De plaat bereikte de 23e positie in de Nederlandse Top 40 en de 25e positie in de Nationale Top 100.
In België werd géén notering behaald in zowel de voorloper van de Vlaamse Ultratop 50 als de Vlaamse Radio 2 Top 30. Ook in Wallonië werd géén notering behaald.
De plaat stond ook enkele jaren genoteerd in de jaarlijkse NPO Radio 2 Top 2000 van de Nederlandse publieke radiozender NPO Radio 2, met als hoogste notering een 1039e positie in de editie van december 2012. De plaat stond in 2017 voorlopig voor het laatst in de lijst genoteerd.

## NPO Radio 2 Top 2000
| Nummer met noteringen in de NPO Radio 2 Top 2000 | '07  | '08-'09 | '10  | '11  | '12  | '13  | '14  | '15-'16 | '17  |
| ------------------------------------------------ | ---- | ------- | ---- | ---- | ---- | ---- | ---- | ------- | ---- |
| A Face in the Crowd                              | 1773 | -       | 1889 | 1981 | 1039 | 1345 | 1689 | -       | 1561 |

1. ↑  Een '-' betekent dat het nummer niet was genoteerd en een vetgedrukt getal geeft de hoogste notering aan.
2. ↑  2007 was het eerste jaar met een notering voor dit nummer.
3. ↑  Deze tabel is bijgewerkt tot en met de laatste editie (2024).